# Godoncourt
Godoncourt település Franciaországban, Vosges megyében. Lakosainak száma 116 fő (2022. január 1.). Godoncourt Monthureux-sur-Saône, Regnévelle, Saint-Julien, Les Thons, Bousseraucourt és Fignévelle községekkel határos.

## Népesség
A település népességének változása:
| Lakosok száma | 139  | 137  | 135  | 124  | 117  | 115  | 115  | 114  | 116  |
|               | 2013 | 2015 | 2016 | 2017 | 2018 | 2019 | 2020 | 2021 | 2022 |